# Dalatjärnen, Jämtland
Dalatjärnen är en sjö i Bräcke kommun i Jämtland och ingår i Ljungans huvudavrinningsområde.